# Яковлев, Василий Николаевич (инженер)
Василий Николаевич Я́ковлев — советский инженер.

## Биография
Родился в 1905 году. Член ВКП(б) с 1939 года.
Длительное время работал на НКМЗ — Новокраматорском заводе Наркомата (Министерства) тяжелого машиностроения СССР. Прошёл путь от копировщика в КБ до начальника монтажного управления и главного инженера.
В 1941 году — исполняющий обязанности директора Новокраматорского машиностроительного завода имени Сталина Сталинской области. Затем работал начальником Главного управления, заместителем министра тяжелого машиностроения СССР. В 1948—1949 годах — директор Новокраматорского машиностроительного завода имени Сталина Сталинской области.
В мае 1960 — декабре 1962 года — председатель Совета народного хозяйства Полтавского экономического административного района.
Доктор технических наук (1972).

## Сочинения
- Яковлев, Василий Николаевич. Справочник слесаря-монтажника [Текст] / В. Н. Яковлев. — Москва : Машгиз, 1957. — 556 с.
- Справочник слесаря-монтажника [Текст] / Инж. В. Н. Яковлев. — Москва : Машгиз, 1959. — 548, [8] с., 1 л. черт. : ил.; 21 см.
- Справочник слесаря-монтажника [Текст] : справочное издание / В. Н. Яковлев. — М. : Машиностроение, 1975. — 478 с. — Предм. указ.: с. 469
- Справочник слесаря-монтажника [Текст] : справочное издание / В. Н. Яковлев. — 4-е изд., перераб. и доп. — М. : Машиностроение, 1983. — 464 с. — (Серия справочников для рабочих). — Предм. указ.: с. 459.
- Ремонт оборудования машиностроительных заводов [Текст] : справ. пособие / В. Н. Яковлев. — М. : Машгиз, 1962. — 292 с. : ил. ; 20 см. — Библиогр.: с. 287
- Справочник по монтажу заводского оборудования, глав. ред В. Н. Яковлев, Машгиз, М. 1959, 828 стр.

## Награды
- Сталинская премия второй степени (1947) — за создание новых подъёмных машин для глубоких шахт
- орден Ленина (11.07.1945[1]; 1947).